# Another Night (Camel)
Another Night is een compositie van alle leden van de muziekgroep Camel. Het was de eerste track van elpeekant B van Moonmadness. Het lied gaat over iemand die een ochtenddepressie heeft en het liefst nog een nacht heeft om maar niet aan de dag te hoeven beginnen. Het kent twee versies.

## Singleversie
Door het platenlabel Decca werd aangedrongen op een single en de keus viel op dit nummer. De single duurt 3:22 minuut. De structuur is een strak ritmische inleiding in 12/8-maat, gevolgd door het eerste couplet en driekwartsmaat. Vervolgens wordt een intermezzo ingezet dat een voor de popmuziek vreemde maatindeling kent, weer binnen 12/8. Na dit intermezzo volgt de herhaling van het begin met het tweede complet. Een gitaarsolo leidt naar het eind, dat door middel van een fade-out uitsterft.
De B-kant werd gevormd door Lunar Sea, de live-uitvoering van langer dan 9 minuten.
Waarom de track is gekozen tot single zal altijd onduidelijk zijn. De tijden van The Cure en consorten waren nog niet aangebroken en de vele ritmische verschuivingen maken het ondansbaar.

## Albumversie
De albumversie begint met een gitaarintro begeleid door toetsen en door een crescendo in de single-intro eindigt. Het gaat over naar het eerste couplet, en dan direct door naar het tweede. Pas daarna breekt de aritmische passage aan met een afsluitend gitaarsolo; deze aritmische passage wordt herhaald en uitgebreid met meerdere stemmen. Vervolgens komt de single-intro terug met een herhaling van het couplet, het ritme wordt overladen met een solo op het hammondorgel. Het beginthema wordt herhaald, waarna een gitaarsolo naar de fade-out leidt. Deze versie duurt langer dan zes minuten.
Het verscheen daarnaast ook nog op het live-album A Live Record.